# Un hombre va por el camino
Un hombre va por el camino és una pel·lícula espanyola de 1949 dirigida per Manuel Mur Oti.

## Sinopsi
Un rodamón que amaga un passat tràgic recorre els camins fugint del seu passat i de si mateix. Un dia es deté en Muntanya Fosca, lloc en el qual només viuen una vídua i la seva filla petita. Les enraonies dels veïns del poble no trigaran a arribar, i Luis haurà de anar-se'n, però els records d'aquell lloc el faran tornar.
Expressiva i d'una gran tensió narrativa, la pel·lícula es beneficia de la sorprenent fotografia de Berenguer, que treu el màxim partit possible dels contrallums i els cels nuvolosos.

## Repartiment
- Ana Mariscal - Julia
- Fernando Nogueras - Luis Rodríguez
- Pacita de Landa - Blanca
- Julia Pachelo
- Matilde Artero
- Manuel Guitián
- Francisco Arenzana
- Enrique Ramirez
- Felisa Ortuondo
- Aurelia Barceló
- Marina Lorca

## Premis
Medalles del Cercle d'Escriptors Cinematogràfics
| Categoria               | Persona           | Resultat   |
| ----------------------- | ----------------- | ---------- |
| Millor actriu principal | Ana Mariscal      | Guanyadora |
| Millor fotografia       | Manuel Berenguer  | Guanyador  |
| Millor música           | Jesús García Leoz | Guanyador  |
| Premi Jimeno            | Manuel Mur Oti    | Guanyador  |